# Andrena notophila
Andrena notophila är en biart som beskrevs av Cockerell 1933. Andrena notophila ingår i släktet sandbin, och familjen grävbin. Inga underarter finns listade i Catalogue of Life.